# Kirbya turkmenica
Kirbya turkmenica là một loài ruồi trong họ Tachinidae.